# Hydropsyche erythrophthalma
Hydropsyche erythrophthalma là một loài Trichoptera trong họ Hydropsychidae. Chúng phân bố ở miền Cổ bắc.